# Semiotellus rujanensis
Semiotellus rujanensis är en stekelart som beskrevs av Boucek 1972. Semiotellus rujanensis ingår i släktet Semiotellus och familjen puppglanssteklar.
Artens utbredningsområde är Tyskland. Inga underarter finns listade i Catalogue of Life.